# نراد هیدالگو
نراد هیدالگو (نام علمی: Abies hidalgensis) نام یک گونه از سرده نراد است.